# 伊尔夫·基芬
小欧文·A·基芬（英語：Irvin A. Kiffin Jr.，1951年8月8日—），美国NBA联盟前职业篮球运动员。